# Teoría del éter de Lorentz

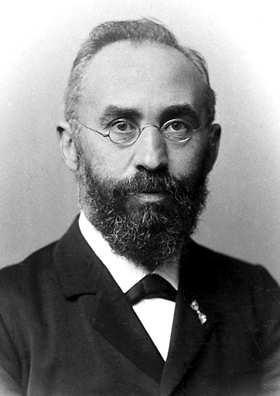
Hendrik Antoon Lorentz

Lo que ahora se llama a menudo teoría del éter de Lorentz (TEL) tiene sus raíces en la "teoría de los electrones" del propio Hendrik Antoon Lorentz, que marcó el final del desarrollo de la teorías sobre el éter clásicas a finales del siglo XIX y principios del XX.
La teoría inicial de Lorentz se generó entre 1892 y 1895, y estaba basada en eliminar suposiciones sobre el movimiento del éter. Explicó el fracaso de los experimentos en el intento de detectar la deriva respecto al éter de primer orden (v/c) mediante la introducción de una variable auxiliar llamada "hora local" para conectar sistemas en reposo y en movimiento en el éter. Además, el resultado negativo del experimento de Michelson y Morley llevó a la introducción de la hipótesis de la contracción de Lorentz en 1892. Sin embargo, otros experimentos también produjeron resultados negativos y (guiado por el principio de relatividad de Henri Poincaré) Lorentz intentó en 1899 y 1904 expandir su teoría a todos los órdenes de v/c, introduciendo la transformación de Lorentz. Además, supuso que las fuerzas no electromagnéticas (si existen) se transforman como fuerzas eléctricas. Sin embargo, las expresiones de Lorentz para la densidad de carga y la corriente eran incorrectas, por lo que su teoría no excluía por completo la posibilidad de detectar el éter. Finalmente, fue Henri Poincaré quien en 1905 corrigió los errores en el artículo de Lorentz y de hecho incorporó fuerzas no electromagnéticas (incluida la gravedad) dentro de la teoría, a la que llamó "La Nueva Mecánica". Muchos aspectos de la teoría de Lorentz se incorporaron a teoría de la relatividad especial (RE) con los trabajos de Albert Einstein y Hermann Minkowski.
Hoy en día, la TEL se trata a menudo como una especie de interpretación "lorentziana" o "neolorentziana" de la relatividad especial. La introducción de la contracción de Lorentz y de la dilatación del tiempo para todos los fenómenos en un sistema de referencia "preferente", que desempeña el papel del éter inmóvil de Lorentz, conduce a la transformación completa de Lorentz (véase teoría de la prueba de Robertson-Mansouri-Sexl como ejemplo), por lo que la covariancia de Lorentz no proporciona ninguna información verificable experimentalmente de la distinción entre la TEL y la RE. La simultaneidad absoluta en la formulación de la teoría de pruebas de Mansouri-Sexl del éter de Lorentz implica que un experimento con la velocidad de la luz unidireccional podría, en principio, distinguir entre la TEL y la RE, pero ahora se sostiene ampliamente que es imposible realizar tal prueba. En ausencia de cualquier forma de distinguir experimentalmente entre ambas teorías, se prefirió ampliamente la relatividad especial, debido a la suposición superflua de un éter indetectable en el modelo de Lorentz, y a que la validez del principio de relatividad en este último modelo parece que se haya introducido a medida (ad hoc) para hacer las expresiones coincidentes.

## Desarrollo histórico

### Concepto básico
La teoría del éter de Lorentz, que fue desarrollada principalmente entre 1892 y 1906 por Lorentz y Poincaré, se basó en la teoría del éter de Augustin Fresnel, en las ecuaciones de Maxwell y en la teoría del electrón de Rudolf Clausius. El artículo de Lorentz de 1895 rechazaba las teorías sobre el arrastre del éter, y se negó a expresar suposiciones sobre la naturaleza del éter. Decía así:

Es evidente por sí mismo que no podemos hablar de un reposo absoluto del éter, y esta expresión ni siquiera tendría sentido. Cuando digo, en aras de la brevedad, que el éter estaría en reposo, significa sólo que una parte de este medio no se mueve contra la otra y que todos los movimientos perceptibles son movimientos relativos de los cuerpos celestes con respecto al éter.

Como señalaría más adelante Max Born, era natural (aunque no lógicamente necesario) que los científicos de esa época identificaran el sistema del éter en reposo de Lorentz con el espacio absoluto de Isaac Newton. La condición de este éter puede ser descrita por el campo eléctrico E y el campo magnético H, donde estos campos representan los "estados" del éter (sin mayor especificación), relacionados con las cargas de los electrones. Así, un éter electromagnético abstracto reemplaza a los antiguos modelos mecanicistas del éter. Al contrario de Clausius, que aceptaba que los electrones podían actuar mediante la acción a distancia, el campo electromagnético del éter aparece como mediador entre los electrones, y los cambios en este campo no pueden propagarse más rápido que la velocidad de la luz. Lorentz explicó teóricamente el efecto Zeeman basándose en su teoría, por la que recibió el Premio Nobel de Física en 1902. Joseph Larmor encontró al mismo tiempo una teoría similar, pero su concepto se basaba en un éter mecánico. Un concepto fundamental de la teoría de Lorentz en 1895 fue el "teorema de los estados correspondientes" para términos de orden v/c. Este teorema establece que un observador en movimiento con respecto al éter puede usar las mismas ecuaciones electrodinámicas que un observador en el sistema del éter estacionario, por lo que están haciendo las mismas observaciones.

### Contracción de la longitud
El experimento de Michelson y Morley de 1887 se convirtió en un gran desafío para la teoría del éter de Lorentz. Según las teorías de Fresnel y de Lorentz, mediante este experimento debería determinarse un movimiento relativo con respecto a un éter inmóvil, pero el resultado obtenido fue negativo. El propio Michelson pensó que el resultado confirmaba la hipótesis del arrastre del éter, según la cual el éter es arrastrado íntegramente por la materia. Sin embargo, otros experimentos como el experimento de Fizeau y el efecto de la aberración de la luz de las estrellas refutaron ese modelo.
Una posible solución apareció a la vista cuando en 1889 Oliver Heaviside dedujo de las ecuaciones de Maxwell que el campo del potencial vectorial electromagnético alrededor de un cuerpo en movimiento se ve alterado por un factor de {\textstyle {\sqrt {1-v^{2}/c^{2}}}}. Basándose en ese resultado, y para armonizar la hipótesis de un éter inmóvil con el experimento de Michelson y Morley, George FitzGerald en 1889 (cualitativamente) e, independientemente de él, Lorentz en 1892 (ya cuantitativamente), sugirieron que no solo los campos electrostáticos, sino que también las fuerzas moleculares, se ven afectados de la misma manera que la longitud de un cuerpo medida a lo largo de la línea de su movimiento es menor en el valor {\displaystyle v^{2}/(2c^{2})} que la dimensión perpendicular a la línea de su movimiento. Sin embargo, un observador que se moviera junto con la Tierra no notaría esta contracción porque todos los demás instrumentos se contraen en la misma proporción. En 1895 Lorentz propuso tres posibles explicaciones para esta contracción relativa:
- El cuerpo se "contrae" en la línea de movimiento y conserva su dimensión perpendicularmente a ella.
- La dimensión del cuerpo sigue siendo la misma en la línea de movimiento, pero se expande perpendicularmente a ella.
- El cuerpo se contrae en la línea de movimiento y al mismo tiempo se expande perpendicularmente a ella.

Aunque Lorentz utilizó la posible conexión entre fuerzas electrostáticas e intermoleculares como argumento de plausibilidad, pronto se consideró que la hipótesis de la contracción era puramente un artificio ad hoc para hacer coherente su teoría. También es importante que esta contracción solo afectaría el espacio entre los electrones pero no a los electrones en sí; y por lo tanto, a veces se utilizó el nombre de "hipótesis intermolecular" para este efecto. La llamada contracción de Lorentz sin expansión perpendicular a la línea del movimiento y con el valor preciso de {\textstyle l=l_{0}\cdot {\sqrt {1-v^{2}/c^{2}}}} (donde l0 es la longitud en reposo con respecto al éter) fue dado por Larmor en 1897 y por Lorentz en 1904. En el mismo año, Lorentz argumentó así mismo que los propios electrones también se ven afectados por esta contracción.

### Hora local
Una parte importante del teorema de los estados correspondientes en 1892 y 1895 fue el concepto de hora local {\displaystyle t'=t-vx/c^{2}}, donde t es la coordenada de tiempo para un observador en reposo con rspecto al éter, y t' es la coordenada del tiempo para un observador moviéndose en el éter (Woldemar Voigt había usado previamente la misma expresión para la hora local en 1887 en relación con el efecto Doppler y un medio incompresible). Con la ayuda de este concepto, Lorentz pudo explicar la aberración de la luz, el efecto Doppler y el experimento de Fizeau (es decir, las mediciones del coeficiente de arrastre de Fresnel) realizado por Hippolyte Fizeau en líquidos en movimiento y también en reposo. Mientras que para Lorentz la contracción de longitud era un efecto físico real, consideraba la transformación del tiempo solo como una hipótesis de trabajo heurística y una estipulación matemática para simplificar el cálculo de un sistema en reposo a un sistema en movimiento "ficticio". Al contrario que Lorentz, Poincaré vio más que un truco matemático en la definición de la hora local, que calificó como "la idea más ingeniosa" de Lorentz. En 1898, en su artículo La medida del tiempo escribió lo siguiente:

No tenemos una intuición directa para la simultaneidad, ni tampoco para la igualdad de dos períodos de tiempo. Si creemos tener esta intuición, es una ilusión. Nos ayudamos de ciertas reglas, que solemos utilizar sin darnos cuenta de ello [...] Elegimos estas reglas por tanto, no porque sean ciertas, sino porque son las más convenientes, y podríamos resumirlas diciendo: "La simultaneidad de dos acontecimientos, o el orden de su sucesión, la igualdad de dos duraciones, deben definirse de tal manera que la enunciación de las leyes naturales sea lo más simple posible. En otras palabras, todas estas reglas, todas estas definiciones son sólo el fruto de un oportunismo inconsciente.“

En 1900 Poincaré interpretó la hora local como resultado de un procedimiento de sincronización basado en señales luminosas. Supuso que dos observadores, A y B, que se mueven en el éter, sincronizan sus relojes mediante señales ópticas. Como se consideran a sí mismos como en reposo, deben considerar solo el tiempo de transmisión de las señales y luego cruzar sus observaciones para examinar si sus relojes son sincrónicos. Sin embargo, desde el punto de vista de un observador en reposo en el éter, los relojes no son sincrónicos e indican la hora local {\displaystyle t'=t-vx/c^{2}}. Pero como los observadores en movimiento no saben nada sobre su movimiento, no lo reconocen. En 1904, ilustró el mismo procedimiento de la siguiente manera: A envía una señal en el tiempo 0 a B, que llega en el momento t. B también envía una señal en el momento 0 a A, que llega en el momento t. Si en ambos casos t" tiene el mismo valor, los relojes son sincrónicos, pero solo en el sistema en el que los relojes están en reposo en el éter. Así, según Darrigol, Poincaré entendía la hora local como un efecto físico, al igual que la contracción de la longitud, a diferencia de Lorentz, que no utilizó la misma interpretación antes de 1906. Sin embargo, a diferencia de Einstein, que más tarde utilizó un procedimiento de sincronización similar que fue llamado sincronización de Einstein, Darrigol dice que Poincaré tenía la opinión de que los relojes en reposo con respecto al éter muestran la hora verdadera.
Sin embargo, al principio se desconocía que la hora local incluye lo que hoy se conoce como dilatación del tiempo. Este efecto fue notado por primera vez por Larmor (1897), quien escribió que "los electrones individuales describen partes correspondientes de sus órbitas en tiempos más cortos para el sistema [éter] en la proporción {\displaystyle \varepsilon ^{-1/2}} o {\displaystyle \left(1-(1/2)v^{2}/c^{2}\right)}". Y en 1899 también Lorentz observó para la frecuencia de los electrones oscilantes "que en S el tiempo de las vibraciones es {\displaystyle k\varepsilon } veces mayor que en S0", donde S0 es el marco de referencia del éter, S el marco matemático-ficticio del movimiento del observador, k es {\textstyle {\sqrt {1-v^{2}/c^{2}}}} y {\displaystyle \varepsilon } es un factor indeterminado.

### Transformación de Lorentz
Si bien la hora local podría explicar los experimentos negativos de arrastre del éter de primer orden con respecto a v/c, fue necesario (debido a otros ensayos fallidos para observar el arrastre del éter, como el experimento de Trouton y Noble) modificar la hipótesis para incluir efectos de segundo orden. La herramienta matemática para ello es la llamada transformación de Lorentz. Voigt en 1887 ya había deducido un conjunto similar de ecuaciones (aunque con un factor de escala diferente). Posteriormente, Larmor en 1897 y Lorentz en 1899 obtuvieron sus ecuaciones en una forma algebraicamente equivalente a las que se utilizan hasta el día de hoy, aunque Lorentz utilizó un factor indeterminado l en su transformación. En su artículo Fenómenos electromagnéticos en un sistema que se mueve con una velocidad menor que la de la luz (1904) Lorentz intentó crear con este enfoque una teoría, según la cual "todas" las fuerzas entre las moléculas se ven afectadas por la transformación de Lorentz (en la que estableció el factor l con el valor 1) de la misma manera que las fuerzas electrostáticas. En otras palabras, Lorentz intentó crear una teoría en la que el movimiento relativo de la Tierra y el éter fuese (casi o totalmente) indetectable. Por lo tanto, generalizó la hipótesis de la contracción y argumentó que no solo las fuerzas entre los electrones, sino también los propios electrones se contraen en la línea del movimiento. Sin embargo, Max Abraham (1904) rápidamente notó un defecto de esa teoría: dentro de una teoría puramente electromagnética, la configuración electrónica contraída es inestable y hay que introducir fuerzas no electromagnéticas para estabilizar los electrones; el propio Abraham cuestionó la posibilidad de incluir tales fuerzas en la teoría de Lorentz.
De esta forma, fue Poincaré, el 5 de junio de 1905, quien introdujo las llamadas "tensiones de Poincaré" para solucionar ese problema. Interpretó estas tensiones como una presión externa, no electromagnética, que estabilizaba los electrones y también servía como explicación para la contracción de longitud. Aunque argumentó que Lorentz logró crear una teoría que cumple con el postulado de la relatividad, demostró que las ecuaciones de electrodinámica de Lorentz no se ajustaban por completo a la covariancia de Lorentz. Entonces, al señalar las características de grupo de la transformación, Poincaré demostró la covarianza de Lorentz de las ecuaciones de Maxwell-Lorentz y corrigió las fórmulas de transformación de Lorentz para la carga eléctrica y la densidad de corriente. Continuó esbozando un modelo de gravitación (incluidas los ondas gravitatorias) que podría ser compatible con las transformaciones. Fue Poincaré quien utilizó por primera vez el término "transformación de Lorentz" y les dio una forma que se utiliza hasta el día de hoy (en la que {\displaystyle \ell } es una función arbitraria de {\displaystyle \varepsilon }, que debe establecerse en la unidad para conservar las características del grupo; y también estableció la velocidad de la luz en la unidad):
{\displaystyle x^{\prime }=k\ell \left(x+\varepsilon t\right),\qquad y^{\prime }=\ell y,\qquad z^{\prime }=\ell z,\qquad t^{\prime }=k\ell \left(t+\varepsilon x\right)}
{\displaystyle k={\frac {1}{\sqrt {1-\varepsilon ^{2}}}}}
Poincaré presentó un trabajo sustancialmente ampliado (el llamado "documento de Palermo") el 23 de julio de 1905, pero se publicó en enero de 1906 porque la revista aparecía solo dos veces al año. Habló literalmente del "postulado de la relatividad", demostró que las transformaciones son consecuencia del principio de mínima acción; demostró con más detalle las características grupales de la transformación, a la que llamó grupo de Lorentz, y demostró que la combinación {\displaystyle x^{2}+y^{2}+z^{2}-c^{2}t^{2}} es invariante. Mientras elaboraba su teoría gravitacional, notó que la transformación de Lorentz es simplemente una rotación en un espacio de cuatro dimensiones alrededor del origen al introducir {\textstyle ct{\sqrt {-1}}} como una cuarta coordenada imaginaria, y utilizó una forma temprana de cuadrivector. Sin embargo, Poincaré diría más adelante que la traducción desde la física al lenguaje de la geometría cuatridimensional implicaría demasiado esfuerzo para obtener ganancias limitadas y, por lo tanto, se negó a analizar las consecuencias de esta noción. Sin embargo, esto lo hizo más tarde Minkowski (consúltese "El cambio a la relatividad").

### Masa electromagnética
Joseph John Thomson (1881) y otros científicos se dieron cuenta de que la energía electromagnética contribuye a la masa de los cuerpos cargados en la cantidad {\displaystyle m=(4/3)E/c^{2}}, lo que se llamó masa electromagnética o "masa aparente". Poincaré (1900) realizó otra deducción de algún tipo de masa electromagnética. Al utilizar la cantidad de movimiento de los campos electromagnéticos, concluyó que estos campos aportan una masa de {\displaystyle E_{em}/c^{2}} a todos los cuerpos, lo cual es necesario para salvar el teorema del centro de masas.
Como señalaron Thomson y otros, esta masa también aumenta con la velocidad. Así, en 1899, Lorentz calculó que la relación entre la masa del electrón en el sistema de referencia en movimiento y la del sistema de referencia del éter es {\displaystyle k^{3}\varepsilon } paralela a la dirección del movimiento, y {\displaystyle k\varepsilon } perpendicular a la dirección del movimiento, donde {\textstyle k={\sqrt {1-v^{2}/c^{2}}}} y {\displaystyle \varepsilon } es un factor indeterminado. Y en 1904 estableció que {\displaystyle \varepsilon =1}, llegando a las expresiones para las masas en diferentes direcciones (longitudinal y transversal):
{\displaystyle m_{L}={\frac {m_{0}}{\left({\sqrt {1-{\frac {v^{2}}{c^{2}}}}}\right)^{3}}},\quad m_{T}={\frac {m_{0}}{\sqrt {1-{\frac {v^{2}}{c^{2}}}}}},}
donde
{\displaystyle m_{0}={\frac {4}{3}}{\frac {E_{em}}{c^{2}}}}
Muchos científicos pasaron a pensar que toda la masa y todas las formas de fuerzas eran de naturaleza electromagnética. Sin embargo, esta idea tuvo que ser abandonada en el curso del desarrollo de la mecánica relativista. Abraham (1904) argumentó (como se describe en la sección anterior transformación de Lorentz), que las fuerzas de unión no eléctricas eran necesarias dentro del modelo de electrones de Lorentz. Pero también notó que se producían resultados diferentes, dependiendo de si la masa em se calculaba a partir de la energía o del momento. Para resolver esos problemas, Poincaré en 1905 y 1906 introdujo algún tipo de presión de naturaleza no eléctrica, que aportaba la cantidad {\displaystyle -(1/3)E/c^{2}} a la energía de los cuerpos, y por tanto explicaba el factor 4/3 en la expresión de la relación masa electromagnética.  energía. Sin embargo, si bien la expresión de Poincaré para la energía de los electrones era correcta, afirmó erróneamente que solo la energía electomagnética contribuye a la masa de los cuerpos.
El concepto de masa electromagnética ya no se considera la causa de la masa "per se", porque toda la masa (no solo la parte electromagnética) es proporcional a la energía y puede "convertirse" en diferentes formas de energía, lo que se explica por la equivalencia entre masa y energía de Einstein.

### Gravitación

#### Las teorías de Lorentz
En 1900 Lorentz intentó explicar la gravedad basándose en las ecuaciones de Maxwell. Primero consideró un modelo tipo de Le Sage y argumentó que posiblemente existiera un campo de radiación universal, que consiste en radiación electromagnética muy penetrante y que ejerciese una presión uniforme sobre cada cuerpo. Lorentz demostró que efectivamente surgiría una fuerza de atracción entre partículas cargadas si se supone que la energía incidente se absorbe por completo. Este era el mismo problema fundamental que había afectado a los otros modelos de Le Sage, porque la radiación debía desaparecer de alguna manera y cualquier absorción debía conducir a un enorme calentamiento. Por tanto, Lorentz abandonó este modelo.
En el mismo artículo, asumió, al igual que Octavio Fabricio Mossotti y Johann Karl Friedrich Zöllner, que la atracción de partículas con cargas opuestas es más fuerte que la repulsión de partículas con cargas iguales. La fuerza neta resultante es exactamente lo que se conoce como gravitación universal, en la que la velocidad de la gravedad es la de la luz. Esto lleva a un conflicto con la ley de gravitación de Isaac Newton, en la que Pierre-Simon Laplace demostró que una velocidad de gravedad finita conduce a algún tipo de aberración y, por lo tanto, hace que las órbitas sean inestables. Sin embargo, Lorentz demostró que la teoría no se ve afectada por la crítica de Laplace, porque debido a la estructura de las ecuaciones de Maxwell solo surgen efectos en el orden v2/c2. Pero Lorentz calculó que el valor del avance del perihelio de Mercurio era demasiado bajo, y escribió al respecto:

Quizás pueda modificarse la forma especial de estos términos. Sin embargo, lo dicho es suficiente para demostrar que la gravitación puede atribuirse a acciones que se propagan sin mayor velocidad que la de la luz.

En 1908 Poincaré examinó la teoría gravitacional de Lorentz y la clasificó como compatible con el principio de la relatividad, pero (al igual que Lorentz) criticó la indicación inexacta del avance del perihelio de Mercurio. Al contrario que Poincaré, Lorentz en 1914 consideró su propia teoría como incompatible con el principio de la relatividad y la rechazó.

#### Ley gravitacional invariante de Lorentz
Poincaré argumentó en 1904 que una velocidad de propagación de la gravedad mayor que c contradice el concepto de hora local y el principio de relatividad. Escribió:

¿Qué pasaría si pudiéramos comunicarnos mediante señales distintas a las de la luz, cuya velocidad de propagación difiriera de la de la luz? Si después de haber regulado nuestros relojes por el método óptimo quisiéramos verificar el resultado mediante estas nuevas señales, deberíamos observar discrepancias debidas al movimiento de traslación común de las dos estaciones. ¿Y son inconcebibles tales señales, si tomamos la opinión de Laplace de que la gravitación universal se transmite con una velocidad un millón de veces mayor que la de la luz?

Sin embargo, en 1905 y 1906 Poincaré señaló la posibilidad de una teoría gravitacional, en la que los cambios se propagaran con la velocidad de la luz y que es covariante de Lorentz. Señaló que en tal teoría la fuerza gravitacional no solo depende de las masas y su distancia mutua, sino también de sus velocidades y su posición debido al tiempo finito de propagación de la interacción. En aquella ocasión Poincaré introdujo los cuatro vectores. Siguiendo a Poincaré, también Minkowski (1908) y Arnold Sommerfeld (1910) intentaron establecer una ley gravitacional invariante de Lorentz. Sin embargo, estos intentos quedaron relegados debido a aparición de la teoría de la relatividad general de Einstein, véase "El cambio a la relatividad".
La inexistencia de una generalización del éter de Lorentz a la gravedad fue una de las principales razones de la preferencia por la interpretación del espacio-tiempo. Schmelzer propuso una generalización viable a la gravedad recién en 2012. El sistema de referencia preferente estaría definido por la condición de coordenadas armónicas. El campo gravitacional queda entonces definido por la densidad, la velocidad y el tensor de tensión del éter de Lorentz, de modo que las condiciones armónicas pasan a ser las ecuaciones de continuidad y de Euler, y se obtiene el principio de equivalencia de Einstein. Se violaba el principio de equivalencia fuerte, pero se recuperaba mediante el paso al límite, lo que daba las ecuaciones de la relatividad general de Einstein en coordenadas armónicas.

## Principios y convenciones

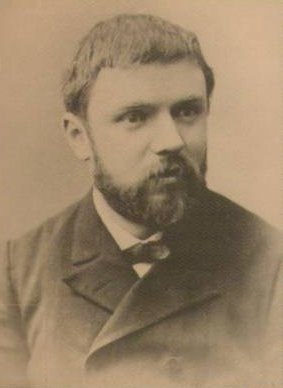
Henri Poincaré

### Constancia de la velocidad de la luz
Ya en su escrito filosófico sobre las mediciones del tiempo (1898), Poincaré escribió que los astrónomos como Ole Rømer, al determinar la velocidad de la luz, simplemente supusieron que la luz tiene una velocidad constante y que esta velocidad es la misma en todas las direcciones. Sin este axioma no sería posible inferir la velocidad de la luz a partir de observaciones astronómicas, como hizo Rømer a partir de los datos que recopiló sobre las lunas de Júpiter. Poincaré continuó señalando que Rømer también tuvo que asumir que las lunas de Júpiter obedecen las leyes de Newton, incluida la ley de gravitación, mientras que sería posible conciliar una velocidad diferente de la luz con las mismas observaciones si supusiéramos algunas velocidades diferentes con otras leyes del movimiento (probablemente más complicadas). Según Poincaré, esto ilustra que adoptamos para la velocidad de la luz un valor que simplifica al máximo las leyes de la mecánica, en lo que es un ejemplo de la filosofía convencionalista de Poincaré. También señaló que la velocidad de propagación de la luz puede usarse (y en la práctica a menudo se usa) para definir la simultaneidad entre eventos espacialmente separados. Sin embargo, en ese artículo no continuó discutiendo las consecuencias de aplicar estas "convenciones" a múltiples sistemas de referencia móviles unos respecto a otros.
El siguiente paso lo dio Poincaré en 1900, cuando reconoció que la sincronización mediante señales luminosas en el sistema de referencia de la Tierra conduce a la hora local de Lorentz. (consúltese la anterior sección sobre la "hora local"). Y en 1904 Poincaré escribió:

De todos estos resultados, si se confirmaran, surgiría una mecánica completamente nueva que se caracterizaría sobre todo por el hecho de que no podría haber una velocidad mayor que la de la luz, como tampoco una temperatura inferior a la del cero absoluto. Para un observador que participa en un movimiento de traslación del que no tiene ninguna sospecha, ninguna velocidad aparente podría superar la de la luz, y esto sería una contradicción, a menos que se recuerde que este observador no utiliza el mismo tipo de reloj (como el utilizado por un observador estacionario), sino más bien un reloj que indique la “hora local.[..] Quizás, también, tengamos que construir una mecánica completamente nueva de la que sólo logremos vislumbrar, donde, la inercia aumenta con la velocidad, la velocidad de la luz se convertiría en un límite infranqueable. La mecánica ordinaria, más simple, seguiría siendo una primera aproximación, ya que sería válida para velocidades no demasiado grandes, de modo que la antigua dinámica se encontraría todavía bajo la nueva. No deberíamos tener que arrepentirnos de haber creído en los principios, e incluso, dado que velocidades demasiado grandes para las viejas fórmulas serían siempre excepcionales, la manera más segura en la práctica sería seguir actuando como si siguiéramos creyendo en ellos. Son tan útiles que sería necesario reservarles un lugar. Determinarse a excluirlos por completo sería privarse de un arma preciosa. Me apresuro a decir para concluir que aún no hemos llegado a ese punto, y hasta ahora nada prueba que los principios no salgan victoriosos e intactos de la refriega”.

### Principio de la relatividad
En 1895, Poincaré argumentó que experimentos como el de Michelson y Morley muestran que parece imposible detectar el movimiento absoluto de la materia o el movimiento relativo de la materia en relación con el éter. Y aunque la mayoría de los físicos tenían otras opiniones, Poincaré en 1900 mantuvo su opinión y utilizó alternativamente las expresiones "principio del movimiento relativo" y "relatividad del espacio". Criticó a Lorentz diciendo que sería mejor crear una teoría más fundamental, que explique la ausencia de cualquier deriva del éter, que crear una hipótesis tras otra. En 1902 utilizó por primera vez la expresión "principio de relatividad". En 1904 apreció el trabajo de los matemáticos, que salvaron lo que ahora llamó el "principio de relatividad" con la ayuda de hipótesis como la de la hora local, pero confesó que esta empresa solo era posible mediante una acumulación de hipótesis. Y definió el principio de esta manera (según Miller basándose en el teorema de los estados correspondientes de Lorentz): "El principio de relatividad, según el cual las leyes de los fenómenos físicos deben ser las mismas para un observador estacionario que para uno llevado en un movimiento uniforme de traslación, de modo que no tenemos ni podemos tener medios para determinar si estamos siendo arrastrados o no por tal movimiento."
Refiriéndose a la crítica de Poincaré de 1900, Lorentz escribió en su famoso artículo de 1904, donde amplió su teorema de los estados correspondientes: "Seguramente, el proceso de inventar hipótesis especiales para cada nuevo resultado experimental es algo artificial. Sería más satisfactorio si fuera posible demostrar, mediante ciertos supuestos fundamentales, y sin descuidar términos de un orden de magnitud u otro, que muchas acciones electromagnéticas son completamente independientes del movimiento del sistema.
Una de las primeras evaluaciones del artículo de Lorentz fue realizada por Paul Langevin en mayo de 1905. Según él, esta extensión de las teorías electrónicas de Lorentz y de Larmor condujo a "la imposibilidad física de demostrar el movimiento de traslación de la Tierra". Sin embargo, Poincaré notó en 1905 que la teoría de Lorentz de 1904 no era perfectamente "invariante de Lorentz" en algunas ecuaciones, como la expresión de la densidad de corriente (Lorentz admitió en 1921 que se trataba de defectos). Como esto requirió solo modificaciones menores del trabajo de Lorentz, Poincaré también afirmó que Lorentz había logrado armonizar su teoría con el principio de la relatividad: "Parece que esta imposibilidad de demostrar el movimiento absoluto de la Tierra es una ley general de la naturaleza. . [...] Lorentz intentó completar y modificar su hipótesis para armonizarla con el postulado de la imposibilidad "completa" de determinar el movimiento absoluto. Esto es lo que logró en su artículo titulado "Fenómenos electromagnéticos" en un sistema que se mueve con cualquier velocidad menor que la de la luz [Lorentz, 1904b]."
En su artículo de Palermo (1906), Poincaré llamó a esto "el postulado de la relatividad", y aunque afirmó que era posible que este principio pudiera ser refutado en algún momento (y de hecho mencionó al final del artículo que el descubrimiento de los rayos catódicos magnéticos de Paul Ulrich Villard (1904) parecía amenazarlo), creía que era interesante considerar las consecuencias si asumiéramos que el postulado de la relatividad era válido sin restricciones. Esto implicaría que todas las fuerzas de la naturaleza (no solo el electromagnetismo) deben ser invariantes bajo la transformación de Lorentz En 1921, Lorentz le dio crédito a Poincaré por establecer el principio y el postulado de la relatividad y escribió: "No he establecido el principio de la relatividad como rigurosa y universalmente verdadero. Poincaré, por el contrario, obtuvo una invariancia perfecta de las ecuaciones electromagnéticas y formuló "el postulado de la relatividad", términos que fue el primero en emplear."

### Éter
Poincaré escribió en 1889 en el sentido de su filosofía convencionalista: "Si el éter existe o no, importa poco; dejémoslo en manos de los metafísicos; lo esencial para nosotros es que todo suceda como si existiera, y que esta hipótesis se considera adecuada para la explicación de los fenómenos. Después de todo, ¿tenemos alguna otra razón para creer en la existencia de los objetos materiales? También ésta es solo una hipótesis conveniente, y nunca dejará de serlo mientras que algún día, sin duda, el éter será desechado por inútil."
También negó la existencia del espacio y tiempo absolutos diciendo en 1901: "1. No existe un espacio absoluto y solo concebimos el movimiento relativo; y sin embargo, en la mayoría de los casos los hechos mecánicos se enuncian como si existiera un espacio absoluto al que pueden ser referidos. 2. No existe un tiempo absoluto. Cuando decimos que dos períodos son iguales, la afirmación no tiene significado, y solo puede adquirir un significado por una convención. 3. No solo no tenemos una intuición directa de la igualdad de dos períodos de tiempo, sino que ni siquiera tenemos una intuición directa de la simultaneidad de dos acontecimientos que ocurren en dos lugares diferentes. Lo he explicado en un artículo titulado "Mesure du Temps" [1898]. 4. Finalmente, ¿no es nuestra geometría euclidiana en sí misma solo una especie de convención del lenguaje?"
Sin embargo, el propio Poincaré nunca abandonó la hipótesis del éter y afirmó en 1900: "¿Existe realmente nuestro éter? Conocemos el origen de nuestra creencia en el éter. Si la luz de una estrella distante tarda varios años en llegar hasta nosotros, ya no está en la estrella, ni está en la Tierra. Debe estar en algún lugar, y sostenida, por así decirlo, por algún agente material." Y refiriéndose al experimento de Fizeau, incluso escribió: "El éter lo es todo pero no está a nuestro alcance." También dijo que el éter es necesario para armonizar la teoría de Lorentz con la tercera ley de Newton. Incluso en 1912, en un artículo titulado "La teoría cuántica", Poincaré utilizó diez veces la palabra "éter" y describió la luz como "vibraciones del éter lumínico".
Y aunque admitió el carácter relativo y convencional del espacio y del tiempo, creía que la convención clásica es más "conveniente" y continuó distinguiendo entre el tiempo "verdadero" en el éter y el tiempo "aparente" en los sistemas en movimiento. Al abordar la cuestión de si se necesita una nueva convención de espacio y tiempo, escribió en 1912: "¿Estaremos obligados a modificar nuestras conclusiones? Ciertamente no; habíamos adoptado una convención porque nos parecía conveniente y habíamos dicho que nada podría obligarnos a abandonarla. Y aquellos que no son de esta opinión pueden legítimamente conservar la antigua teoría para no perturbar sus viejos hábitos, y entre nosotros, creo que esto es lo que harán durante mucho tiempo."
Lorentz también argumentó durante su vida que en todos los marcos de referencia se debe preferir éste, en el que el éter está en reposo. Los relojes en este sistema de referencia muestran el tiempo "real" y la simultaneidad no es relativa. Sin embargo, si se acepta la exactitud del principio de la relatividad, es imposible encontrar este sistema mediante experimentos.

## El cambio a la relatividad

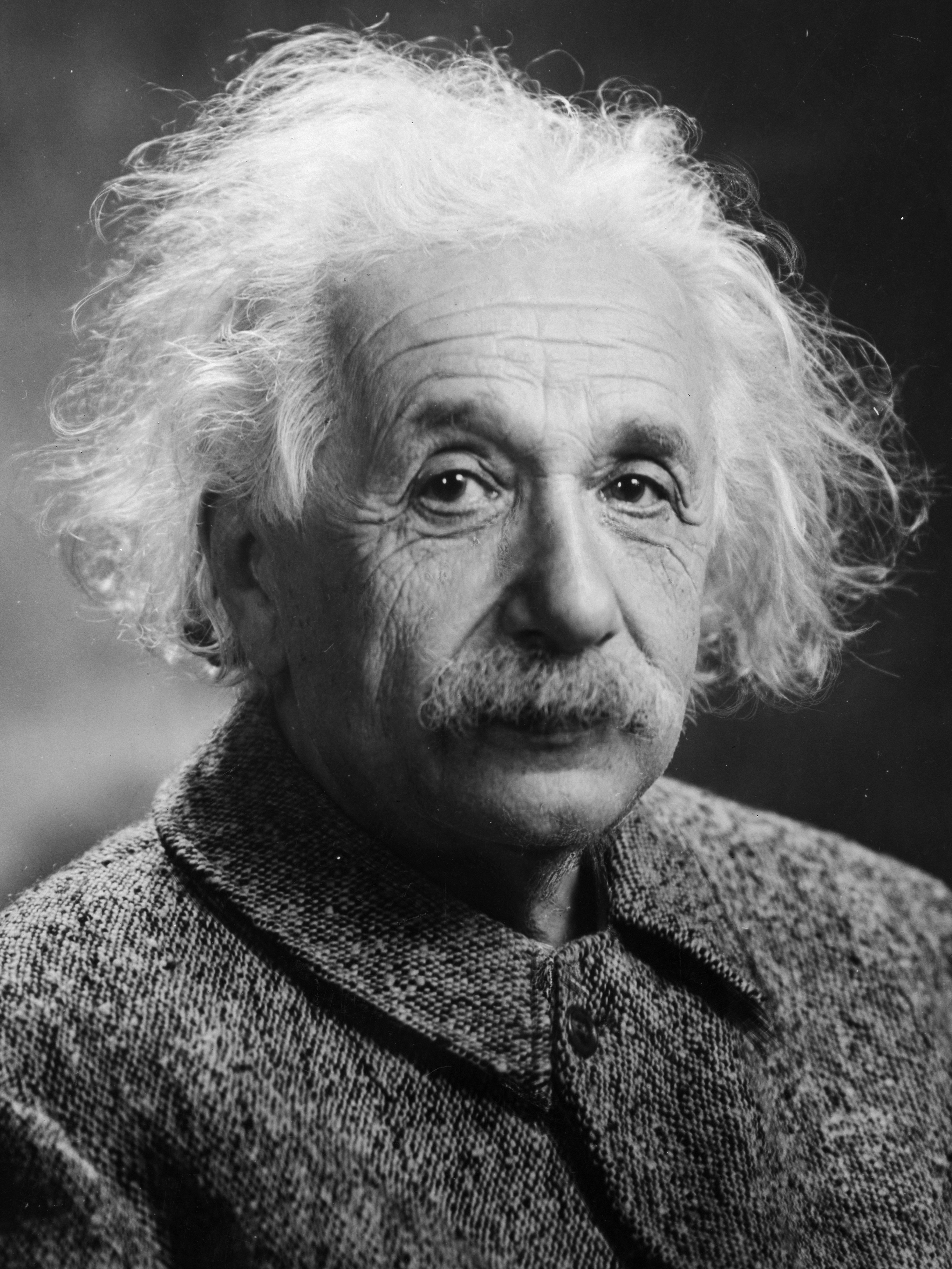
Albert Einstein

### Relatividad especial
En 1905, Albert Einstein publicó su artículo sobre lo que ahora se llama teoría de la relatividad especial. En este artículo, al examinar los significados fundamentales de las coordenadas de espacio y tiempo utilizadas en las teorías físicas, Einstein demostró que las coordenadas "efectivas" dadas por la transformación de Lorentz eran de hecho las coordenadas inerciales de sistemas de referencia respectivamente móviles entre sí. De esto se derivaron todas las consecuencias físicamente observables de la teoría del éter de Lorentz, junto con otras, todo sin la necesidad de postular una entidad no observable (el éter). Einstein identificó dos principios fundamentales, cada uno de ellos basado en la experiencia, de los cuales se deriva toda la electrodinámica de Lorentz:
1. Las leyes por las que ocurren los procesos físicos son las mismas con respecto a cualquier sistema de coordenadas inerciales (el principio de relatividad)
2. En el espacio vacío la luz se propaga a una velocidad absoluta c en cualquier sistema de coordenadas inerciales (el principio de constancia de la velocidad de la luz)

En conjunto (junto con algunos otros supuestos tácitos como la isotropía y la homogeneidad del espacio), estos dos postulados conducen de manera única a las matemáticas de la relatividad especial. Lorentz y Poincaré también habían adoptado estos mismos principios, como necesarios para lograr sus resultados finales, pero no reconocieron que también eran "suficientes", y por lo tanto obviaron todos los demás supuestos subyacentes a las deducciones iniciales de Lorentz (algunos de los cuales posteriormente resultaron ser incorrectos). Por lo tanto, la relatividad especial rápidamente ganó una amplia aceptación entre los físicos, y el concepto del siglo XIX del éter luminífero ya no se consideró útil.
La presentación de Einstein de la relatividad especial en 1905 pronto fue complementada en 1907 por Hermann Minkowski, quien demostró que las relaciones tenían una interpretación muy natural: en términos de un "espacio-tiempo" unificado de cuatro dimensiones en el que los intervalos absolutos se ven dados por una extensión del teorema de Pitágoras (ya en 1906 Poincaré anticipó algunas de las ideas de Minkowski, véase la sección "Transformación de Lorentz"). La utilidad y naturalidad de las representaciones de Einstein y Minkowski contribuyeron a la rápida aceptación de la relatividad especial y a la correspondiente pérdida de interés en la teoría del éter de Lorentz.
En 1909 y 1912 Einstein explicó:

...es imposible basar una teoría de las leyes de transformación del espacio y el tiempo únicamente en el principio de la relatividad. Como sabemos, esto está relacionado con la relatividad de los conceptos de "simultaneidad" y "forma de los cuerpos en movimiento". Para llenar este vacío, introduje el principio de la constancia de la velocidad de la luz, que tomé prestado de la teoría del éter luminífero estacionario de H. A. Lorentz y que, como el principio de la relatividad, contiene una suposición física que parecía estar justificada sólo mediante los experimentos pertinentes (experimentos de Fizeau, Rowland, etc.)
Albert Einstein (1912), traducido por Anna Beck (1996).

En 1907 Einstein criticó el carácter "ad hoc" de la hipótesis de contracción de Lorentz en su teoría de los electrones, porque según él era una suposición artificial hacer que el experimento de Michelson y Morley se ajustara al éter estacionario de Lorentz y al principio de la relatividad. Einstein argumentó que el "tiempo local" de Lorentz puede llamarse simplemente "tiempo", y afirmó que con el éter inmóvil como punto teórico de referencia, todos los fundamentos de la electrodinámica eran insatisfactorios. Escribió en 1920:

En cuanto a la naturaleza mecánica del éter lorentziano, se puede decir, con un espíritu un tanto lúdico, que la inmovilidad es la única propiedad mecánica de la que no ha sido privado por H. A. Lorentz. Puede añadirse que todo el cambio en la concepción del éter que provocó la teoría especial de la relatividad consistió en quitarle al éter su última cualidad mecánica, es decir, su inmovilidad. [...] Una reflexión más cuidadosa nos enseña, sin embargo, que la teoría especial de la relatividad no nos obliga a negar el éter. Podemos suponer la existencia de un éter; sólo que debemos renunciar a atribuirle un estado de movimiento definido, es decir, debemos arrebatarle por abstracción la última característica mecánica que Lorentz le había dejado todavía.

Minkowski argumentó que la introducción de Lorentz de la hipótesis de la contracción "suena bastante fantástica", ya que no es producto de la resistencia en el éter sino un "regalo de arriba". Dijo que esta hipótesis es "completamente equivalente al nuevo concepto de espacio y tiempo", aunque se vuelve mucho más comprensible en el marco de la nueva geometría del espacio-tiempo. Sin embargo, Lorentz no estuvo de acuerdo con que fuera "ad-hoc" y argumentó en 1913 que hay poca diferencia entre su teoría y la negación de la existencia de un sistema de referencia preferente, como en la teoría de Einstein y Minkowski, por lo que es una cuestión de gusto qué teoría se prefiere.

### Equivalencia masa-energía
Einstein (1905) dedujo, como consecuencia del principio de relatividad, que la inercia de la energía en realidad está representada por {\displaystyle E/c^{2}}, pero a diferencia del artículo de Poincaré de 1900, Einstein reconoció que la materia misma pierde o gana masa durante la emisión o absorción. Entonces, la masa de cualquier forma de materia es igual a una cierta cantidad de energía, que puede convertirse y reconvertirse a partir de otras formas de energía. Este es la equivalencia entre masa y energía, representada por {\displaystyle E=mc^{2}}. Así Einstein no tuvo que introducir masas "ficticias" y también evitó el problema del móvil perpetuo, porque según Darrigol, la paradoja de la radiación de Poincaré puede resolverse simplemente aplicando la equivalencia de Einstein. Si la fuente de luz pierde masa durante la emisión de {\displaystyle E/c^{2}}, la contradicción en la ley del momento desaparece sin necesidad de ningún efecto compensador en el éter.
Al igual que Poincaré, Einstein concluyó en 1906 que la inercia de la energía (electromagnética) es una condición necesaria para que el teorema del centro de masas se cumpla en sistemas en los que los campos electromagnéticos y la materia actúan entre sí. Basándose en la equivalencia masa-energía, demostró que la emisión y absorción de radiación electromagnética, y por lo tanto, el transporte de inercia, resuelve todos los problemas. En esa ocasión, Einstein se refirió al artículo de Poincaré de 1900 y escribió:

Aunque las consideraciones formales simples que es necesario cumplir para demostrar esta afirmación ya están contenidas principalmente en una obra de H. Poincaré [Lorentz-Festschrift, p. 252, 1900], en aras de la claridad no me basaré en ese trabajo.

También el rechazo de Poincaré del principio de reacción debido a la violación de la ley de conservación de la masa puede evitarse mediante la conocida ecuación de Einstein {\displaystyle E=mc^{2}}, porque la conservación de la masa aparece como un caso especial de la conservación de la energía.

### Relatividad general
Los intentos de Lorentz y Poincaré (y otros intentos como los de Abraham y Gunnar Nordström) de formular una teoría de la gravitación fueron reemplazados por la teoría de la relatividad general de Einstein. Esta teoría se basa en condiciones como el principio de equivalencia, el principio de relatividad general, el principio de covariancia, el movimiento sobre líneas geodésicas, la covariancia de Lorentz (las leyes de la relatividad especial se aplican localmente para todos los observadores inerciales), y que la curvatura del espacio-tiempo es creada por la tensión generada por la energía dentro del espacio-tiempo.
En 1920, Einstein comparó el éter de Lorentz con el "éter gravitacional" de la relatividad general. Dijo que la inmovilidad es la única propiedad mecánica de la que Lorentz no ha privado al éter, pero, a diferencia del éter luminífero y del éter de Lorentz, el éter de la relatividad general no tiene ninguna propiedad mecánica, ni siquiera la inmovilidad:

El éter de la teoría general de la relatividad es un medio que carece de cualquier cualidad mecánica o cinemática, pero que ayuda a determinar eventos mecánicos (y electromagnéticos). Lo que es fundamentalmente nuevo en el éter de la teoría general de la relatividad, a diferencia del éter de Lorentz, consiste en que el estado del primero está determinado en todas partes por conexiones con la materia y el estado del éter en los lugares vecinos, lugares que son susceptibles de estar sometidos a leyes en forma de ecuaciones diferenciales; mientras que el estado del éter lorentziano en ausencia de campos electromagnéticos no está condicionado por nada exterior a él y es el mismo en todas partes. El éter de la teoría general de la relatividad se transmuta conceptualmente en el éter de Lorentz si sustituimos las funciones del espacio por constantes que describen a aquella, desconociendo las causas que condicionan su estado. Por lo tanto, creo que también podemos decir que el éter de la teoría general de la relatividad es el resultado del éter lorentziano, a través de la relativización.

### Prioridad
Algunos estudiosos de la física afirman que Poincaré y Lorentz son los verdaderos fundadores de la relatividad especial, y no Einstein. Para obtener más detalles, consúltese el artículo sobre esta disputa.

## Actividad posterior
Considerada como una teoría de partículas elementales, la teoría del electrón/éter de Lorentz fue reemplazada durante las primeras décadas del siglo XX, primero por la mecánica cuántica y después por la teoría cuántica de campos. Como teoría general de la dinámica, Lorentz y Poincaré (alrededor de 1905) ya habían considerado necesario invocar el principio de la relatividad para que la teoría coincidiera con todos los datos empíricos disponibles. En este punto, la mayoría de los vestigios de un éter sustancial habían sido eliminados de la teoría del "éter" de Lorentz, y se volvió empírica y deductivamente equivalente a la relatividad especial. La principal diferencia fue el postulado metafísico de un marco en reposo absoluto único, que era empíricamente indetectable y no desempeñaba ningún papel en las predicciones físicas de la teoría, como escribió Lorentz en 1909, 1910 (publicado en 1913), 1913 (publicado en 1914), o en 1912 (publicado en 1922).
Como resultado, el término "teoría del éter de Lorentz" se utiliza hoy en día para referirse a una interpretación neolorentziana de la relatividad especial. El prefijo "neo" se utiliza en reconocimiento del hecho de que la interpretación ahora debe aplicarse a entidades y procesos físicos (como el modelo estándar de la teoría cuántica de campos) que eran desconocidos en la época de Lorentz.
Después del advenimiento de la relatividad especial, solo un pequeño número de personas han defendido el enfoque lorentziano de la física. Muchos de ellos, como Herbert E. Ives (quien, junto con G. R. Stilwell, realizó la primera confirmación experimental de la dilatación del tiempo) han sido motivados por la creencia de que la relatividad especial es lógicamente inconsistente, por lo que se necesita algún otro marco conceptual para conciliar los fenómenos relativistas. Por ejemplo, Ives escribió "El 'principio' de la constancia de la velocidad de la luz no es simplemente 'incomprensible', no está respaldado por 'cuestiones objetivas de hecho'; es insostenible...". Sin embargo, la consistencia lógica de la relatividad especial (así como su éxito empírico) está bien establecida, por lo que las opiniones de tales individuos se consideran infundadas dentro de la comunidad científica dominante.
John S. Bell abogó por enseñar la relatividad especial primero desde el punto de vista de un único marco inercial de Lorentz, y luego mostró que la invariancia de Poincaré de las leyes de la física, como las ecuaciones de Maxwell, es equivalente a los argumentos de cambio de sistema de referencia que se utilizan a menudo en la enseñanza de la relatividad especial. Debido a que un único marco inercial de Lorentz pertenece a una clase preferida de sistemas de referencia, llamó a este enfoque Lorentziano en espíritu.
Además, algunas pruebas de la teoría de la relatividad especial utilizan algún tipo de sistema de referencia lorentziano. Por ejemplo, el experimento de Robertson-Mansouri-Sexl introduce un sistema de referencia del éter preferente e incluye parámetros que indican diferentes combinaciones de cambios de longitud y tiempo. Si la dilatación del tiempo y la contracción de Lorentz de los cuerpos que se mueven en el éter tienen sus valores relativistas exactos, se puede derivar la transformación de Lorentz completa y el éter queda oculto a cualquier observación, lo que lo hace cinemáticamente indistinguible de las predicciones de la relatividad especial. Utilizando este modelo, el experimento de Michelson y Morley, el experimento de Kennedy y Thorndike y experimento de Ives y Stilwell imponen fuertes restricciones a las violaciones de la invariancia de Lorentz.

### Obras de Lorentz, Poincaré, Einstein y Minkowski (grupo A)
1. 1 2 3  Lorentz (1895)
2. ↑  Lorentz (1892)
3. 1 2 3 4  Lorentz (1904b)
4. 1 2 3 4 5  Poincaré (1904); Poincaré (1905a), Ch. 8
5. 1 2  Poincaré (1898); Poincaré (1905a), Ch. 2
6. 1 2  Poincaré (1900b)
7. 1 2 3  Lorentz (1899)
8. 1 2 3 4  Poincaré (1905b)
9. 1 2 3  Poincaré (1906)
10. ↑  Lorentz (1900)
11. ↑  Poincaré (1908a); Poincaré (1908b) Book 3, Ch. 3
12. ↑  Lorentz (1914) primary sources
13. ↑  Poincaré (1895)
14. 1 2  Poincaré (1900a); Poincaré (1902), Ch. 9–10
15. ↑  Poincaré (1902), Ch. 13
16. ↑  Lorentz (1921), pp. 247–261
17. ↑  Poincaré (1889); Poincaré (1902), Ch. 12
18. ↑  Poincaré (1901a); Poincaré (1902), Ch. 6
19. ↑  Poincaré 1912; Poincaré 1913, Ch. 6
20. ↑  Poincaré (1913), Ch. 2
21. 1 2  Lorentz (1913), p. 75
22. ↑  Einstein (1905a)
23. ↑  Einstein (1909)
24. 1 2  Einstein (1912)
25. ↑  Einstein (1908a)
26. ↑  Einstein (1907)
27. 1 2  Einstein (1922)
28. ↑  Minkowski (1908)
29. ↑  Einstein (1905b)
30. ↑  Einstein (1906)

Bibliografía
- Lorentz, Hendrik Antoon (1886), «De l'influence du mouvement de la terre sur les phénomènes lumineux», Archives Néerlandaises des Sciences Exactes et Naturelles 21: 103-176.

- Lorentz, Hendrik Antoon (1892a), «La Théorie electromagnétique de Maxwell et son application aux corps mouvants», Archives Néerlandaises des Sciences Exactes et Naturelles 25: 363-552.

- Lorentz, Hendrik Antoon (1892b), «De relatieve beweging van de aarde en den aether» [The Relative Motion of the Earth and the Aether], Zittingsverlag Akad. V. Wet. 1: 74-79.

- Lorentz, Hendrik Antoon (1895), Versuch einer Theorie der electrischen und optischen Erscheinungen in bewegten Körpern [Attempt of a Theory of Electrical and Optical Phenomena in Moving Bodies], Leiden: E.J. Brill.

- Lorentz, Hendrik Antoon (1899), «Simplified Theory of Electrical and Optical Phenomena in Moving Systems», Proceedings of the Royal Netherlands Academy of Arts and Sciences 1: 427-442.

- Lorentz, Hendrik Antoon (1900), «Considerations on Gravitation», Proceedings of the Royal Netherlands Academy of Arts and Sciences 2: 559-574.

- Lorentz, Hendrik Antoon (1904a), «Weiterbildung der Maxwellschen Theorie. Elektronentheorie», Encyclopädie der Mathematischen Wissenschaften 5 (2): 145-288.

- Lorentz, Hendrik Antoon (1904b), «Electromagnetic phenomena in a system moving with any velocity smaller than that of light», Proceedings of the Royal Netherlands Academy of Arts and Sciences 6: 809-831.

- Lorentz, Hendrik Antoon (1909), The theory of electrons and its applications to the phenomena of light and radiant heat, Leipzig & Berlin: B.G. Teubner.

- Lorentz, Hendrik Antoon; Einstein, Albert; Minkowski, Hermann (1913), Das Relativitätsprinzip. Eine Sammlung von Abhandlungen, Leipzig & Berlin: B.G. Teubner.

- Lorentz, Hendrik Antoon (1914), Das Relativitätsprinzip. Drei Vorlesungen gehalten in Teylers Stiftung zu Haarlem, Leipzig and Berlin: B.G. Teubner.

- Lorentz, Hendrik Antoon (1914), «La Gravitation», Scientia 16: 28-59, archivado desde el original el 6 de diciembre de 2008, consultado el 11 de septiembre de 2007.

- Lorentz, Hendrik Antoon (1921) [1914], «Deux Mémoires de Henri Poincaré sur la Physique Mathématique» [Two Papers of Henri Poincaré on Mathematical Physics], Acta Mathematica 38 (1): 293-308, doi:10.1007/BF02392073.

- Lorentz, Hendrik Antoon (1931) [1922], Lecture on theoretical physics, Vol.3 (Lectures held between 1910–1912, first published in Dutch in 1922, English translation in 1931), London: MacMillan.

- Lorentz, Hendrik Antoon; Lorentz, H. A.; Miller, D. C.; Kennedy, R. J.; Hedrick, E. R.; Epstein, P. S. (1928), «Conference on the Michelson–Morley Experiment», The Astrophysical Journal 68: 345-351, Bibcode:1928ApJ....68..341M, doi:10.1086/143148.

- Poincaré, Henri (1889), Théorie mathématique de la lumière 1, Paris: G. Carré & C. Naud. Prefacio parcialmente reimpreso en "Ciencias e Hipótesis", cap. 12.

- Poincaré, Henri (1895), «A propos de la Théorie de M. Larmor», L'Éclairage électrique 5: 5-14.. Reimpreso en Poincaré, Oeuvres, tomo IX, págs. 395–413.

- Poincaré, Henri (1913) [1898], «The Measure of Time», The foundations of science, New York: Science Press, pp. 222-234.

- Poincaré, Henri (1900a), «Les relations entre la physique expérimentale et la physique mathématique», Revue Générale des Sciences Pures et Appliquées 11: 1163-1175.. Reimpreso en "Ciencia e Hipótesis", cap. 9–10.

- Poincaré, Henri (1900b), «La théorie de Lorentz et le principe de réaction», Archives Néerlandaises des Sciences Exactes et Naturelles 5: 252-278.. Véase también la traducción al inglés.

- Poincaré, Henri (1901a), «Sur les principes de la mécanique», Bibliothèque du Congrès International de Philosophie: 457-494.. Reimpreso en "Ciencia e Hipótesis", cap. 6–7.

- Poincaré, Henri (1901b), Électricité et optique en Internet Archive, Paris: Gauthier-Villars.

- Poincaré, Henri (1902), Science and hypothesis en Internet Archive, London and Newcastle-on-Cyne (1905): The Walter Scott publishing Co..

- Poincaré, Henri (1906a) [1904], «The Principles of Mathematical Physics», Congress of arts and science, universal exposition, St. Louis, 1904 1, Boston and New York: Houghton, Mifflin and Company, pp. 604-622.

- Poincaré, Henri (1905b), «Sur la dynamique de l'électron» [On the Dynamics of the Electron], Comptes Rendus 140: 1504-1508.

- Poincaré, Henri (1906b) [1905], «Sur la dynamique de l'électron» [On the Dynamics of the Electron], Rendiconti del Circolo Matematico di Palermo 21: 129-176, Bibcode:1906RCMP...21..129P, S2CID 120211823, doi:10.1007/BF03013466, hdl:2027/uiug.30112063899089.

- Poincaré, Henri (1913) [1908], «The New Mechanics», The foundations of science (Science and Method), New York: Science Press, pp. 486-522.

- Poincaré, Henri (1909), «La Mécanique nouvelle (Lille)», Revue Scientifique 47: 170-177.

- Poincaré, Henri (1910) [1909], «La Mécanique nouvelle (Göttingen)», Sechs Vorträge über ausgewählte Gegenstände aus der reinen Mathematik und mathematischen Physik, Leipzig und Berlin: B.G.Teubner, pp. 41-47.

- Poincaré, Henri (1911) [1910], Die neue Mechanik (Berlin), Leipzig & Berlin: B.G. Teubner.

- Poincaré, Henri (1912), «L'hypothèse des quanta», Revue Scientifique 17: 225-232. Reimpreso en Poincaré 1913, cap. 6.

- Poincaré, Henri (1913), Last Essays en Internet Archive, New York: Dover Publication (1963).

- Einstein, Albert (1905a), «Zur Elektrodynamik bewegter Körper», Annalen der Physik 322 (10): 891-921, Bibcode:1905AnP...322..891E, doi:10.1002/andp.19053221004.. Véase también: traducción al inglés.

- Einstein, Albert (1905b), «Ist die Trägheit eines Körpers von seinem Energieinhalt abhängig?», Annalen der Physik 323 (13): 639-643, Bibcode:1905AnP...323..639E, doi:10.1002/andp.19053231314.

- Einstein, Albert (1906), «Das Prinzip von der Erhaltung der Schwerpunktsbewegung und die Trägheit der Energie», Annalen der Physik 325 (8): 627-633, Bibcode:1906AnP...325..627E, S2CID 120361282, doi:10.1002/andp.19063250814.

- Einstein, Albert (1907), «Über die vom Relativitätsprinzip geforderte Trägheit der Energie», Annalen der Physik 328 (7): 371-384, Bibcode:1907AnP...328..371E, doi:10.1002/andp.19073280713.

- Einstein, Albert (1908a) [1907], «Über das Relativitätsprinzip und die aus demselben gezogenen Folgerungen», Jahrbuch der Radioaktivität und Elektronik 4: 411-462, Bibcode:1908JRE.....4..411E.

- Einstein, Albert; Laub, Jakob (1908b), «Über die elektromagnetischen Grundgleichungen für bewegte Körper», Annalen der Physik 331 (8): 532-540, Bibcode:1908AnP...331..532E, doi:10.1002/andp.19083310806.

- Einstein, Albert (1909), «The Development of Our Views on the Composition and Essence of Radiation», Physikalische Zeitschrift 10 (22): 817-825.

- Einstein, Albert (1912), «Relativität und Gravitation. Erwiderung auf eine Bemerkung von M. Abraham», Annalen der Physik 38 (10): 1059-1064, Bibcode:1912AnP...343.1059E, S2CID 120162895, doi:10.1002/andp.19123431014.. Traducción al inglés: Einstein, Albert (1996). The Collected Papers of Albert Einstein, Volume 4: The Swiss Years: Writings, 1912–1914 (English translation supplement; translated by Anna Beck, with Don Howard, consultant edición). Princeton, NJ: Princeton University Press. ISBN 978-0-691-02610-7.

- Einstein A. (1916), Relativity: The Special and General Theory, Springer.

- Einstein, Albert (1922), Ether and the Theory of Relativity, London: Methuen & Co..

- Minkowski, Hermann (1909) [1908], «Space and Time», Physikalische Zeitschrift 10: 75-88.